# Coleophora pseudoprunifoliae
Coleophora pseudoprunifoliae é uma espécie de mariposa do gênero Coleophora pertencente à família Coleophoridae.